# Olaf Lindenbergh
Olaf Lindenbergh (Purmerend, 6 febbraio 1974) è un ex calciatore olandese, di ruolo centrocampista.

## Carriera
Inizia a giocare nelle giovanili del De Graafschap nel 1990, e nel 1994 fa il suo debutto in prima squadra. In quell'anno Lindenbergh si fa notare molto, tanto che viene convocato nella nazionale Under-21 dei Paesi Bassi. La sua esperienza con il club termina nel 1999, quando si trasferisce nel AZ Alkmaar. In tutto con il De Graafschap colleziona 159 presenze e 6 goal.
Ha fatto parte della formazione dell'Az Alkmaar arrivata nel 2005 in semifinale di Coppa Uefa, traguardo storico per il club. Convince così i dirigenti dell Ajax all'ingaggio, che giunge quell'anno stesso. In 6 anni con l'AZ ha contato 135 presenze con 6 goal.
Con l'Ajax fa il suo debutto nella vittoria per 2-0 contro il Willem II, in Eredivisie. Nella sua prima stagione con l'Ajax ha collezionato 13 presenze senza reti, mentre nella seconda 12. In seguito ha giocato nello Sparta Rotterdam, nel Purmersteijn, nel Veerhuys/Desko, nell'AGOVV Apeldorn e nel Volendam. Si ritira nel 2012.